# Келли Гарни
Келли Гарни (англ. Verden «Kelly» Garni; р. 29 октября 1952, Лос-Анджелес, Калифорния, США) — американский хард-рок-музыкант и фотограф, наиболее известный как басист и один из основателей группы Quiet Riot. Он появляется на одноименном дебютном альбоме группы, выпущенного 12 марта 1978 года, а также на их втором альбоме того же года под названием «Quiet Riot II».

## Биография
Гарни родился в Лос-Анджелесе, 29 октября 1952 года. В начале 70-х годов его семья переехала в Бербанк, штат Калифорния, где он и познакомился с Рэнди Роадсом.
Гарни играл в Quiet Riot три года (с мая 1975 по октябрь 1978 года), пока его не уволили за эпизод с пьянством, в котором он замышлял убить вокалиста Кевина ДюБроу.

## Дискография
с Quiet Riot
- Quiet Riot (1978)
- Quiet Riot II (1978)
- The Randy Rhoads Years (1993)

с G.M.O.S. Brownstone
- Xcursion (1985)
- No Sky Today (1986)